# Sainte-Lucie-de-Beauregard
Sainte-Lucie-de-Beauregard är en kommun i provinsen Québec i Kanada. Den ligger i regionen Chaudière-Appalaches, i den sydöstra delen av landet, 500 km öster om huvudstaden Ottawa.